# Мелетий Велешки
Мелетий е български православен духовник, управляващ Одринската епархия, велешки митрополит, екзархийски заместник на Българската екзархия.

## Биография
Мелетий Велешки е роден със светското име Марко Димитров на 29 февруари 1868 година в големия български македонски град Битоля, тогава в Османската империя, днес в Северна Македония. Учи в първоначалното гръцко, а после в третокласното прогимназиално българско училище в родния си град. В есента на 1886 година заминава за Одрин, за да учи в свещеническото училище. След завършването му в 1888 година, става послушник в Преображенския манастир, където на 3 юли 1888 година е замонашен под името Мелетий от митрополит Климент Търновски. На 14 септември 1888 година митрополит Климент го ръкополага и в йеродяконски чин.
На следващата година митрополит Климент го израща да учи в Киевската духовна семинария и след това Киевската духовна академия, Русия, която завършва в 1894 година.
След завръщането си, екзарх Йосиф I Български го вика в Цариград и от 1 ноември 1894 година йеродякон Милетий служи като дякон при Българската екзархия. В Цариград добива административен опит и на 25 юни 1895 година е ръкоположен за йеромонах и назначен за и. д. протосингел на Екзархията. На 29 юни 1900 година по решение на Синода получава офикията архимандрит от екзарх Йосиф и е назначен за протосингел на Екзархията.
От 1903 до 1908 архимандрит Мелетий е управляващ Одринската епархия на Българската екзархия.
На 9 май 1908 година е избран и след два дни на 11 май в катедралата „Свети Стефан“ е ръкоположен за велешки митрополит. От 1 януари 1911 година до края на 1912 година е постоянен член на Светия синод на Екзархията.
През 1912 година след като по време на Балканската война във Велес влизат сръбски части Мелетий е поставен под домашен арест с постоянен жандармерийски надзор и забранени комуникации. На 25 юни 1913 година след започването на Междусъюзническата война е изгонен от Велес от сръбските власти.
На 25 ноември 1913 година е назначен за екзархийски заместник на оттеглилия се в София екзарх Йосиф. На този пост остава до 1 февруари 1916 година, когато е заместен от архимандрит Харитон. На 18 декември 1917 година отново е назначен за екзархийски заместник.
Мелетий Велешки умира на 14 август 1924 година в Цариград след кратко боледуване. Погребан е в двора на „Свети Стефан“.